# (1141) Bohmia
(1141) Bohmia est un astéroïde de la ceinture principale, découvert le 4 janvier 1930 par l'astronome allemand Max Wolf depuis l'observatoire du Königstuhl.
Sa désignation provisoire était 1930 AA.
Il est nommé en l'honneur d'une Madame Bohm-Walz qui fit don d'un miroir de télescope pour l'observatoire du Königstuhl.